# 木之本インターチェンジ

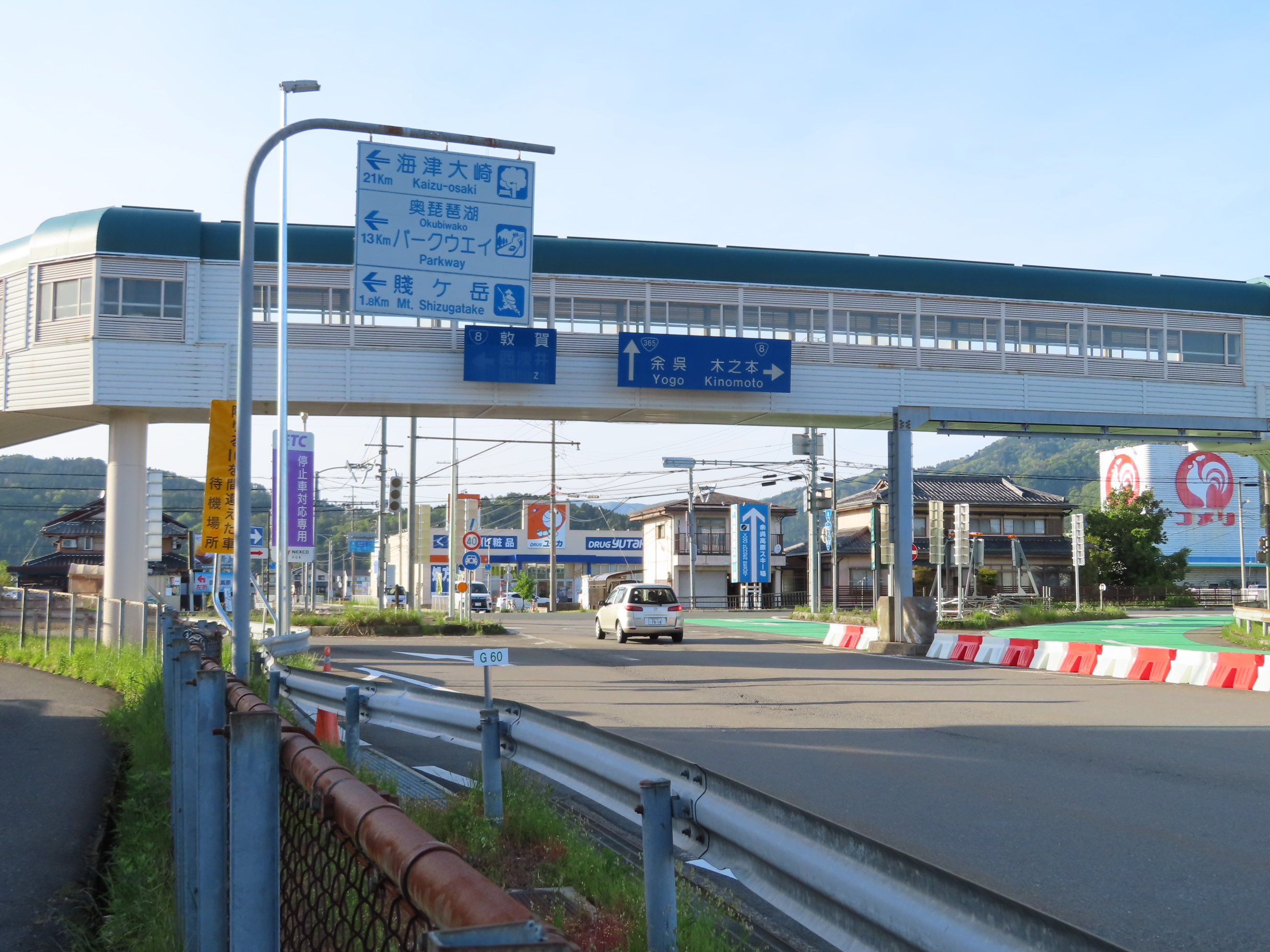
国道と接続する「木之本IC口」交差点。

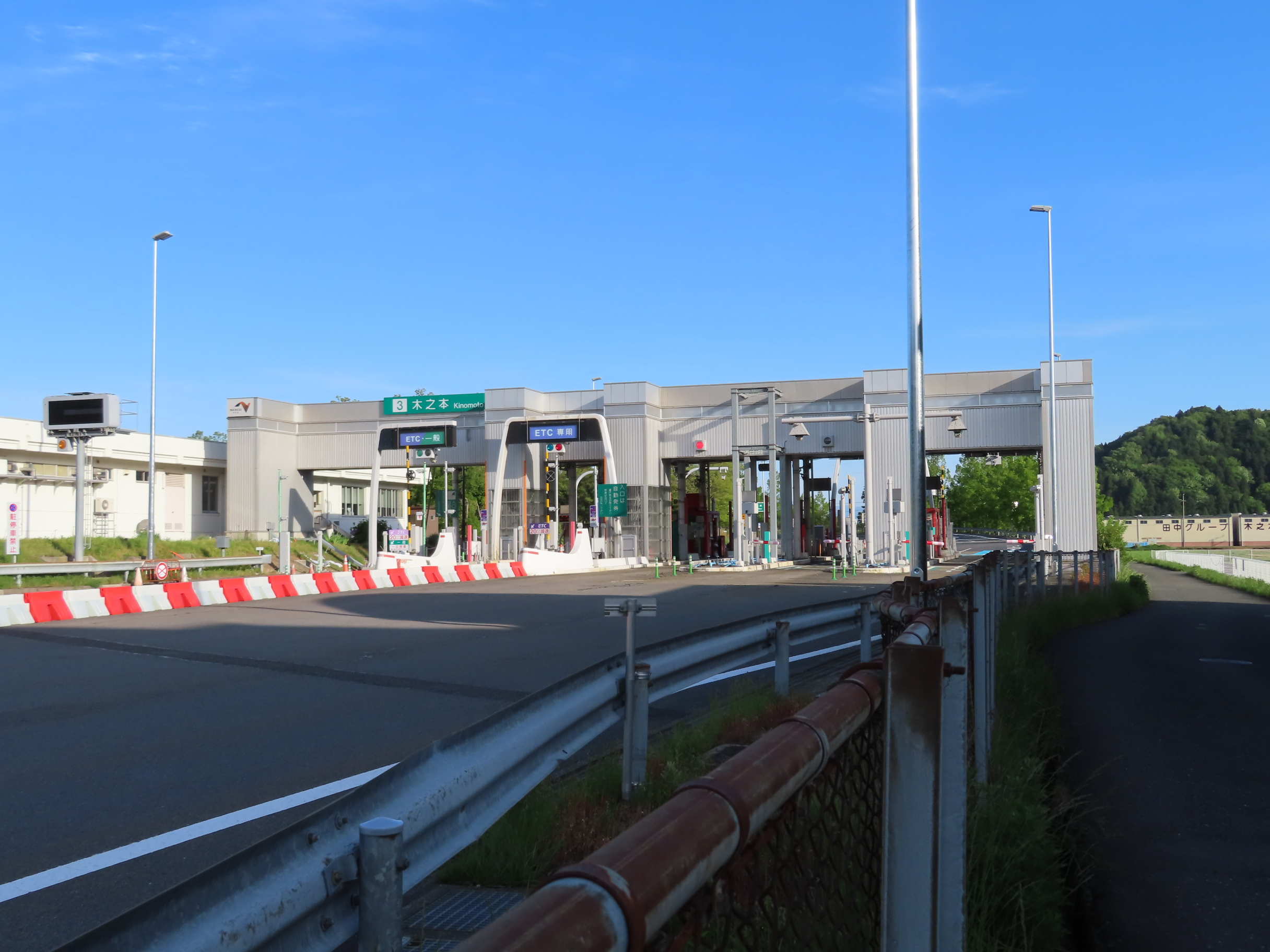
木之本インターチェンジ（料金所）

木之本インターチェンジ（きのもとインターチェンジ）は、滋賀県長浜市木之本町木之本にある、北陸自動車道のインターチェンジである。
北陸道の管轄は当ICを境に米原JCT方面は中日本高速道路（NEXCO中日本）名古屋支社、新潟中央JCT方面は金沢支社の管轄となっており、当ICは名古屋支社の管轄となっている。

## 概要
当ICより北側は山岳地帯となり天候が急変する場合があることから、下り線には「これより山岳地」の注意看板が設置されている。また、大雪時には当ICを起終点として通行止の措置が実施される場合があるほか、当ICと今庄IC間でスタッドレスタイヤの場合でもタイヤチェーンの装着が義務付けられる区間に指定されている。

## 歴史
- 1980年（昭和55年）4月7日 - 北陸自動車道の敦賀IC - 米原JCT間の開通に伴い[10]、供用開始[1][2]。

## 道路
- E8 北陸自動車道（3番）

直接接続
- 国道8号（国道303号重複区間）
- 国道365号

## 料金所
- ブース数：5

### 入口
- ブース数：2
  - ETC専用：1
  - ETC・一般：1

### 出口
- ブース数：3
  - ETC専用：2
  - 一般：1

## 周辺
- 長浜市北部振興局（旧木之本町役場）
- 北国街道木之本宿
- 西日本旅客鉄道（JR西日本）北陸本線 木ノ本駅
- 滋賀県警察木之本警察署
- 湖北地域消防組合長浜消防署伊香分署
- 余呉湖[11][12]

## 隣
E8 北陸自動車道
(2)長浜IC - (2-1)小谷城スマートIC - (3)木之本IC - 賤ヶ岳SA - 刀根PA - (3-1)敦賀JCT - (4)敦賀IC